# Palais de justice de Baugé
Le palais de justice de Baugé est un palais de justice situé dans le bourg de Baugé, sur la commune de Baugé-en-Anjou, en France.

## Localisation
Le palais de justice est situé rue du Tribunal à Baugé, à proximité du château de Baugé, légèrement au sud et à l'est de celui-ci et face au champ de foire, en application du plan d'alignement de la ville. Sa façade s'ouvre à l'ouest sud-ouest.

## Historique
Le palais de justice est édifié à l'emplacement laissé vacant par l'ancien palais royal qui datait du XVe siècle. C'est par concours que le projet de l'architecte Léon Rohard a été choisi pour construire l'ensemble tribunal et prison dont la municipalité souhaitait se doter. La prison, qui jouxtait l'arrière du tribunal, et dont il ne subsiste en 2013 que le mur d'enceinte, a été détruite en 1980 et remplacée par le Centre culturel René-d'Anjou. La création des jardins de chaque côté de l'édifice, entourés de grilles a mis le point final aux travaux en 1867.
L'édifice est inscrit au titre des monuments historiques en 1986, les grilles des jardins comprises.
La bâtiment est sélectionné en 2020 parmi les 18 sites emblématiques du Loto du patrimoine retenus par la mission Bern et la Fondation du patrimoine,.

## Architecture
Construit de 1862 à 1866 sur les plans de Léon Rohard, il constitue « un bel exemple des constructions judiciaires du Second Empire (1862- 1866), très homogène » dont « les salles intérieures ont en outre conservé leur décor d'origine ». Orné de boiseries d'époque, il possède une cheminée avec un buste de Napoléon III dans la salle des délibérations ainsi qu'une grande tapisserie à semis d'abeilles sur fond bleu dans la salle d'audience. C'est cette tapisserie qui constitua pour le réalisateur Mathieu Amalric l'élément déclencheur pour tourner les scènes de procès de son film La Chambre bleue (2014), adapté du roman homonyme de Georges Simenon, dans le palais de justice en novembre 2013,.
Le style est néoclassique tardif, d'inspiration hellénistique, influencé par le palais de justice de Paris de Joseph-Louis Duc. Le plan est de l'édifice est simple : derrière la façade se situe longitudinalement la salle des pas perdus, flanquée par deux avant-corps où se trouvent d'un côté la chambre des avoués et de l'autre la conciergerie. Ce hall d'entrée dessert l'unique salle d'audience située au centre du dispositif. Les bureaux et la salle de délibération sont répartis dans les ailes latérales et séparés de la salle d'audience par un couloir éclairé par des verrières zénithales.  

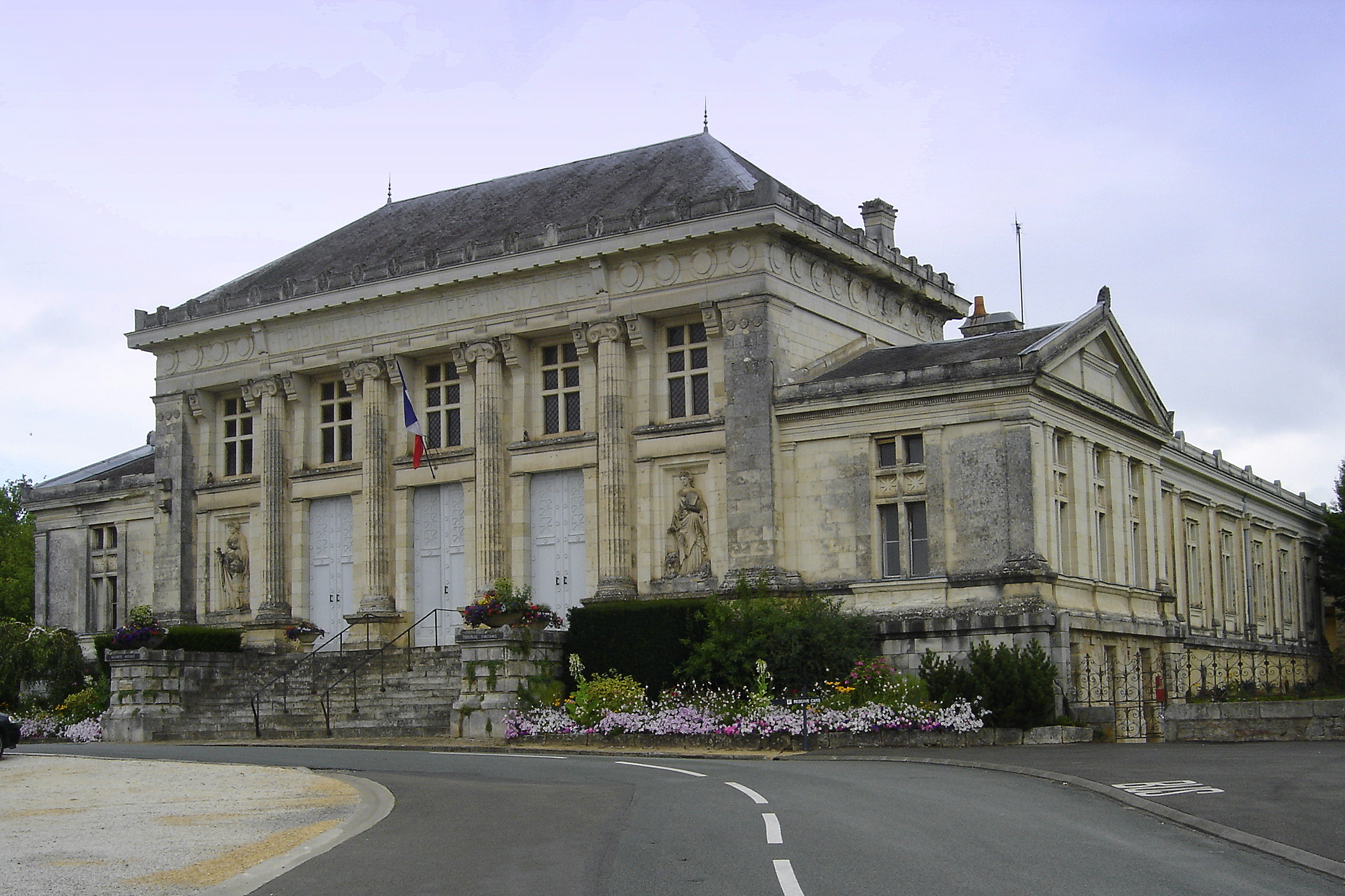
Façade
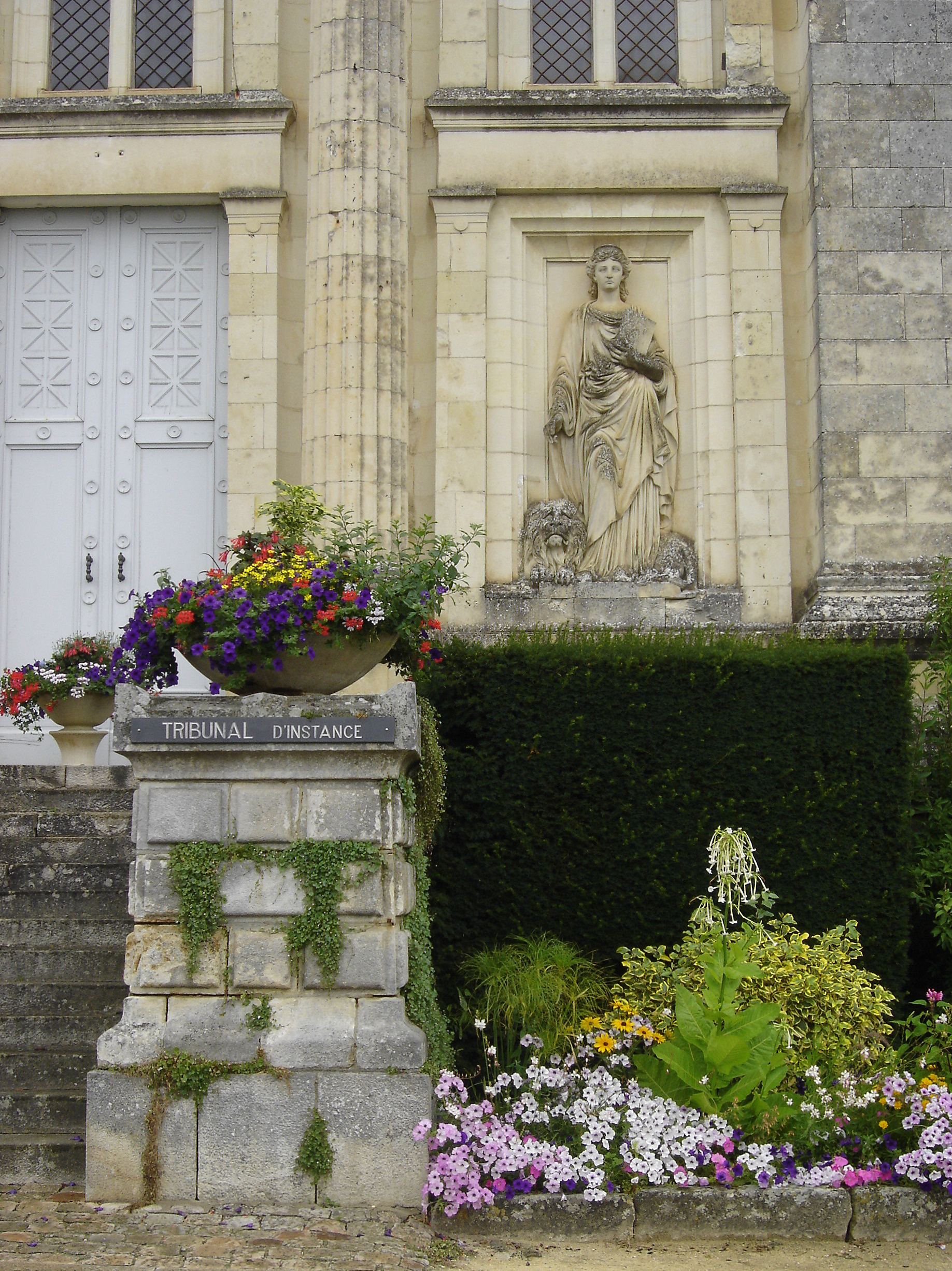
Façade, figure allégorique de la Force
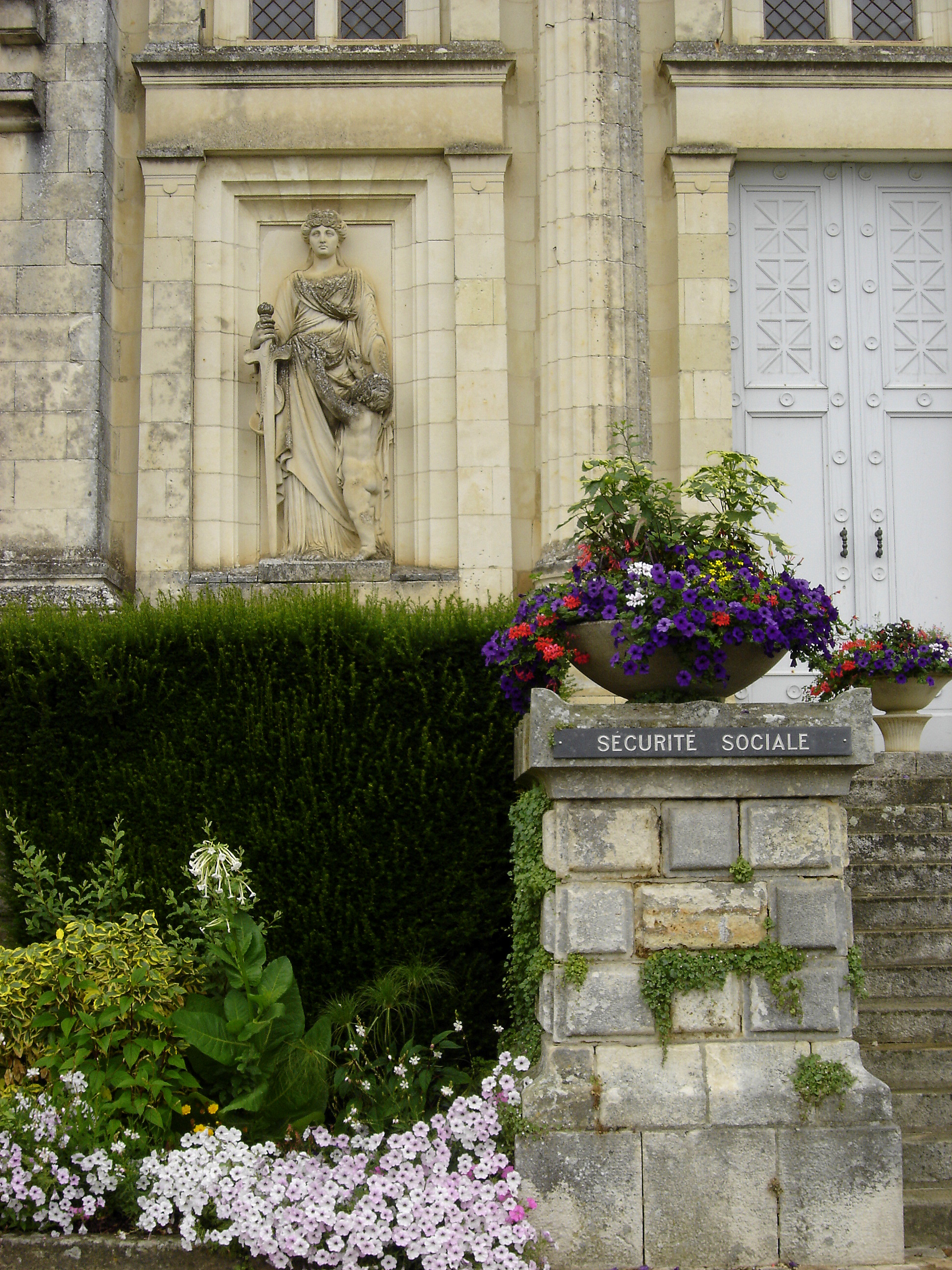
Façade, figure allégorique de la Justice
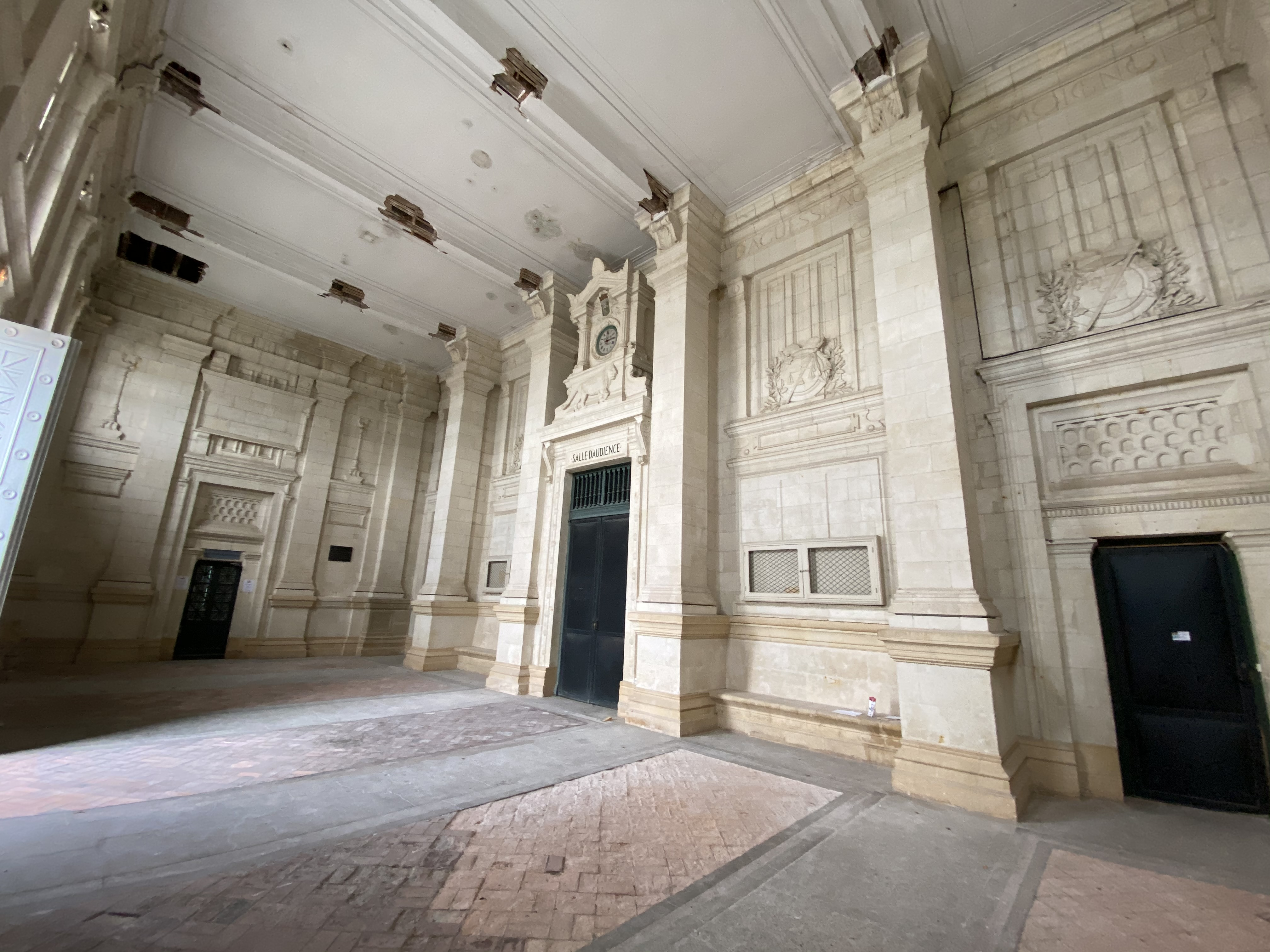
Salle des pas perdus
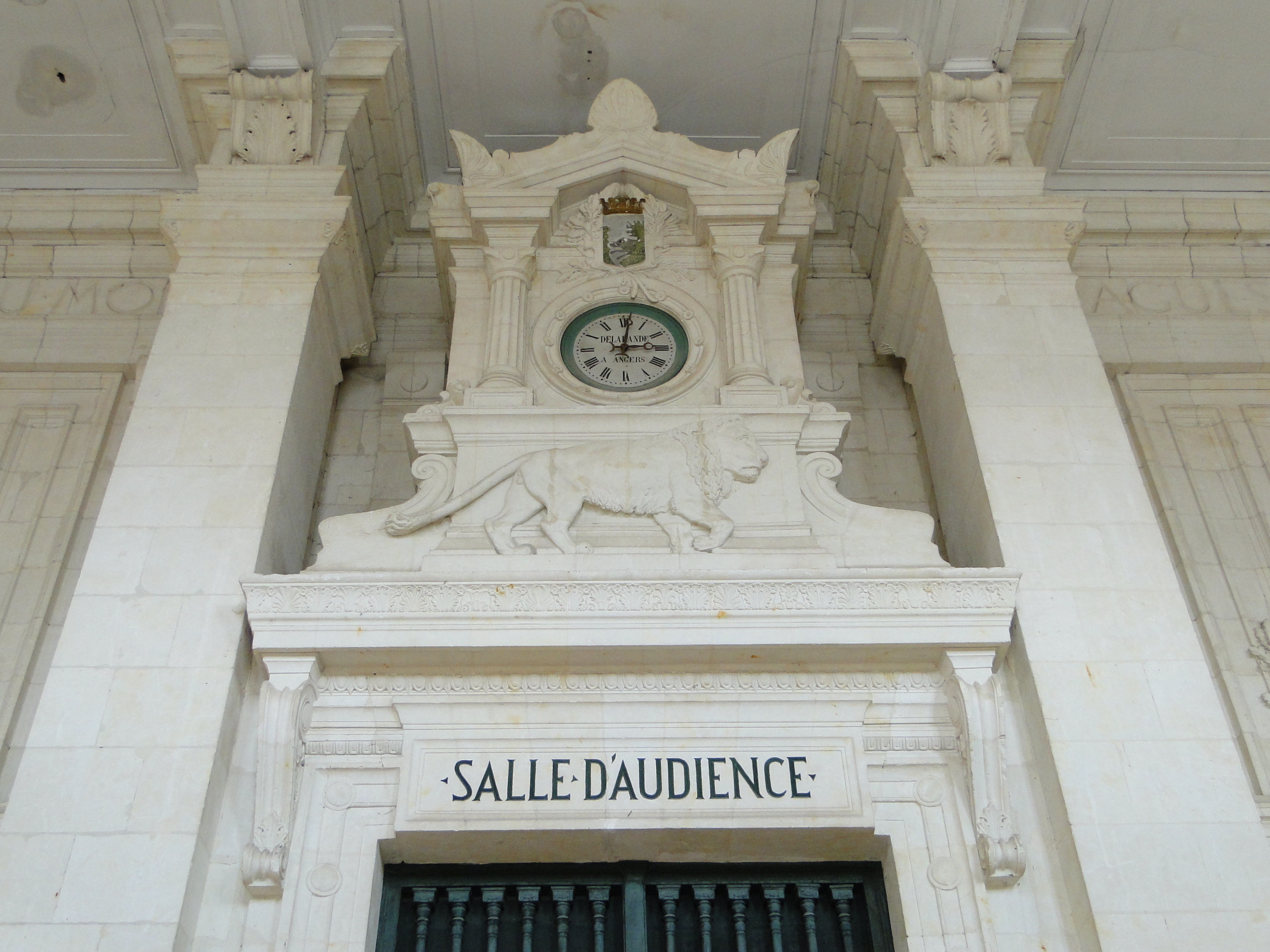
Porte de la salle d'audience
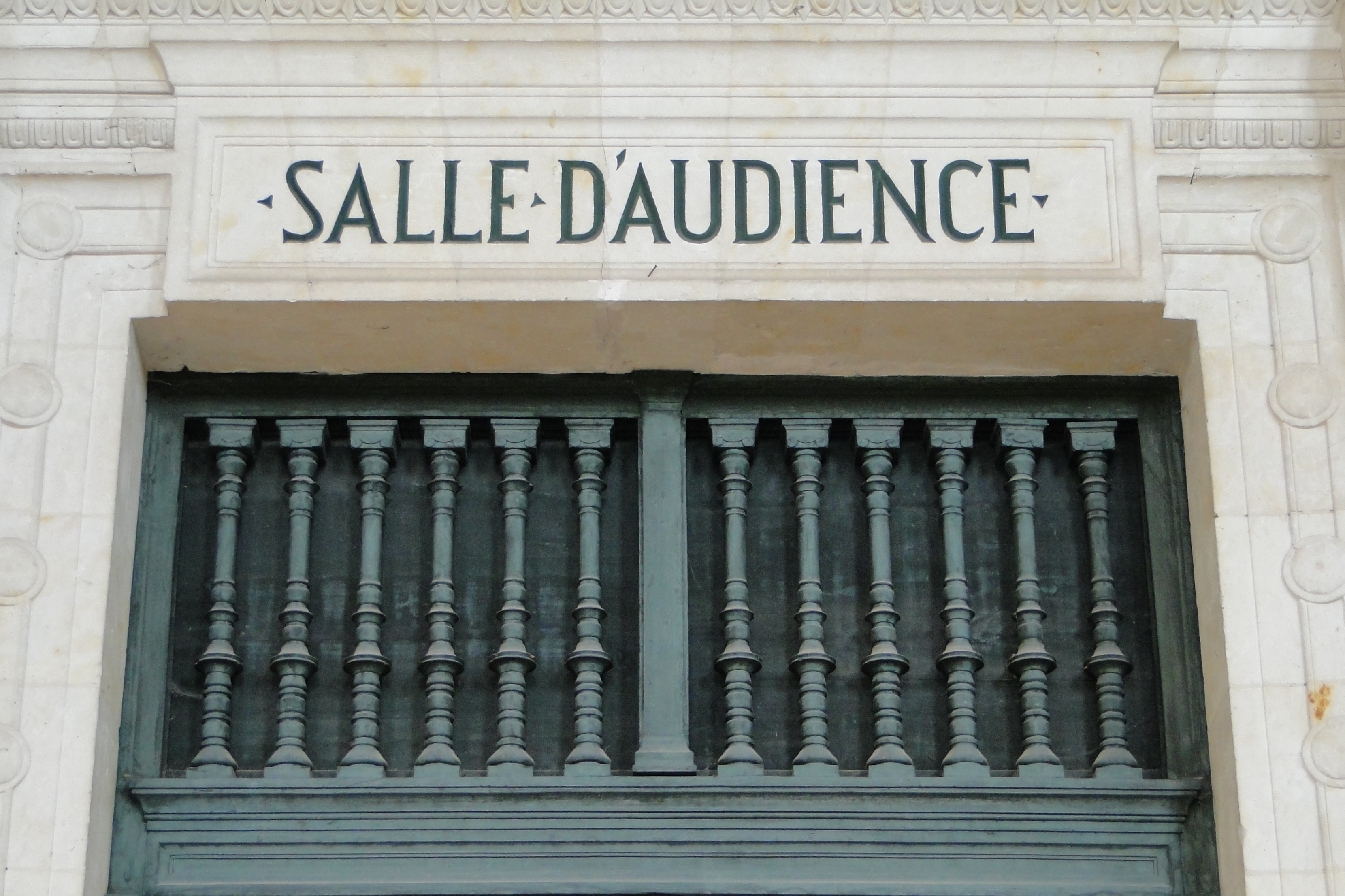
Porte de la salle d'audience
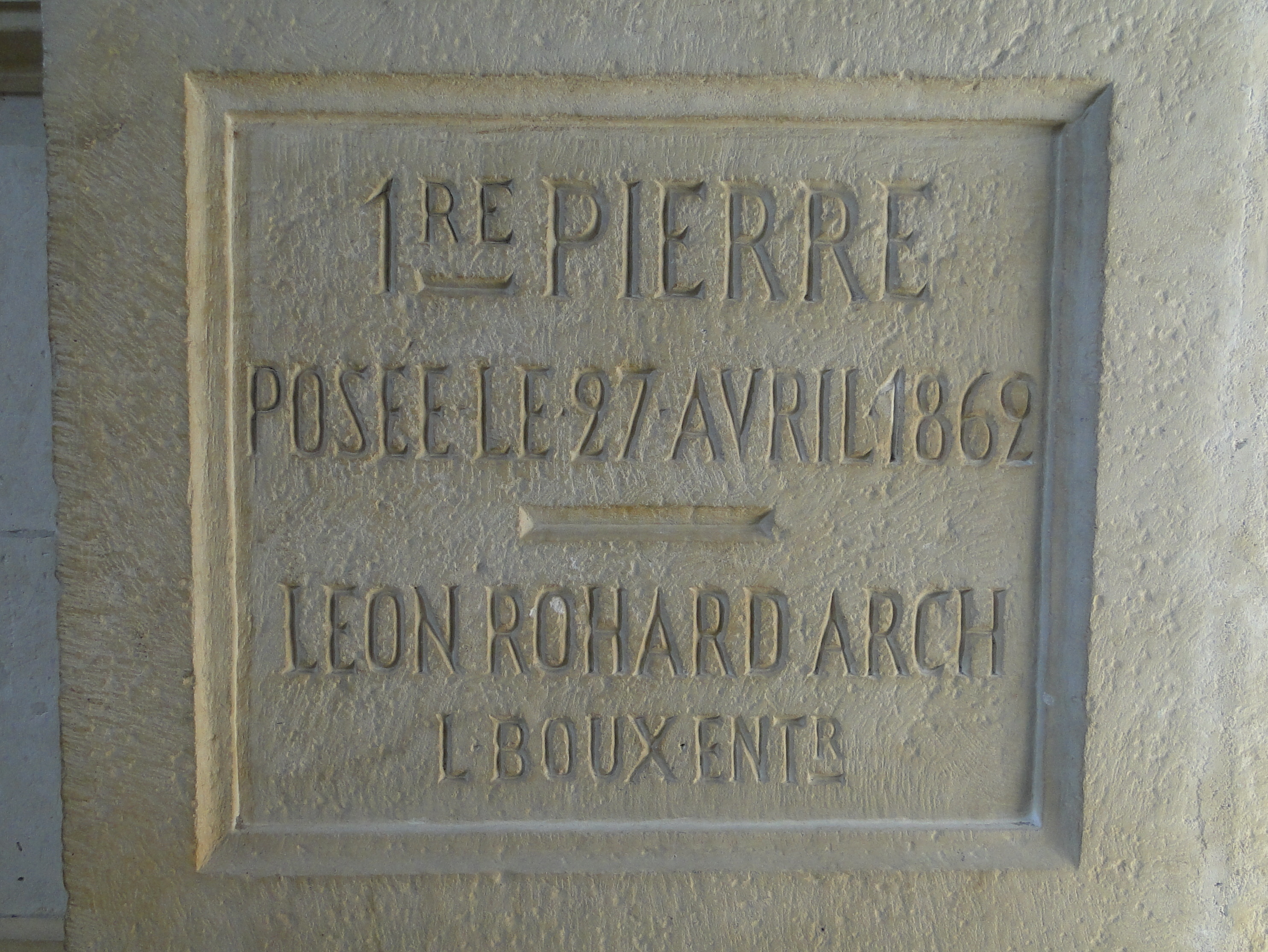
1re pierre posée le 27 avril 1862